# Calamonastes stierlingi
Calamonastes stierlingi (Camaròptera de Stierling) és una espècie d'ocell de la família dels cisticòlids (Cisticolidae) que habita el sud-est d'Angola, nord-est de Namíbia, est de Tanzània, Moçambic, est de Zàmbia, Botswana i nord-est de Sud-àfrica.